# I'm Not Bossy, I'm the Boss
I'm Not Bossy, I'm the Boss è il decimo e ultimo album discografico in studio della cantautrice irlandese Sinéad O'Connor, pubblicato nell'agosto 2014.

## Tracce
1. How About I Be Me – 3:25 (O'Connor, McGregor)
2. Dense Water Deeper Down – 3:32 (O'Connor)
3. Kisses Like Mine – 2:28 (O'Connor)
4. Your Green Jacket – 3:23 (O'Connor, Reynolds, Kearns)
5. The Vishnu Room – 2:47 (O'Connor, Reynolds, Kearns)
6. The Voice of My Doctor – 3:36 (O'Connor, Baker)
7. Harbour – 4:40 (O'Connor, Reynolds, Kearns)
8. James Brown (con Seun Kuti) – 3:04 (O'Connor, Reynolds, Adams)
9. 8 Good Reasons – 3:26 (O'Connor, Reynolds, Kearns)
10. Take Me to Church – 3:01 (O'Connor, Reynolds, Kearns)
11. Where Have You Been? – 3:02 (O'Connor, Reynolds)
12. Streetcars – 4:28 (O'Connor, Henderson)